# Liriomyza pictella
Liriomyza pictella este o specie de muște din genul Liriomyza, familia Agromyzidae. A fost descrisă pentru prima dată de Thomson în anul 1869.
Este endemică în California. Conform Catalogue of Life specia Liriomyza pictella nu are subspecii cunoscute.